# Bundesregierung Raab IV
Die österreichische Bundesregierung Raab IV wurde ohne vorherige Nationalratswahl zusammengestellt und stellte eine praktisch unveränderte Fortsetzung des zurückgetretenen ÖVP-SPÖ-Kabinetts Raab III dar. Das letzte Kabinett unter Führung von Julius Raab wurde von Bundespräsident Adolf Schärf am 3. November 1960 ernannt und amtierte bis zu seinem Rücktritt am 11. April 1961, der mit einem Kanzlerwechsel auf Wunsch der ÖVP verbunden war. Die Amtszeit von Raab IV war mit 159 Tagen die damals zweitkürzeste der Zweiten Republik nach der Bundesregierung Figl III mit 120 Tagen.
| Bundesminister (für)                | Amtsinhaber                                              | Partei  | Staatssekretär         |
| ----------------------------------- | -------------------------------------------------------- | ------- | ---------------------- |
| Bundeskanzleramt                    | Bundeskanzler: Julius Raab Vizekanzler: Bruno Pittermann | ÖVP SPÖ |                        |
| Inneres                             | Josef Afritsch                                           | SPÖ     | Franz Grubhofer (ÖVP)  |
| Justiz                              | Christian Broda                                          | SPÖ     |                        |
| Unterricht                          | Heinrich Drimmel                                         | ÖVP     |                        |
| Soziale Verwaltung                  | Anton Proksch                                            | SPÖ     |                        |
| Finanzen                            | Eduard Heilingsetzer                                     | ÖVP     |                        |
| Land- und Forstwirtschaft           | Eduard Hartmann                                          | ÖVP     |                        |
| Handel und Wiederaufbau             | Fritz Bock                                               | ÖVP     | Eduard Weikhart (SPÖ)  |
| Verkehr und Elektrizitätswirtschaft | Karl Waldbrunner                                         | SPÖ     |                        |
| Landesverteidigung                  | Ferdinand Graf                                           | ÖVP     | Otto Rösch (SPÖ)       |
| Auswärtige Angelegenheiten          | Bruno Kreisky                                            | SPÖ     | Franz Gschnitzer (ÖVP) |